# リフト (地質)

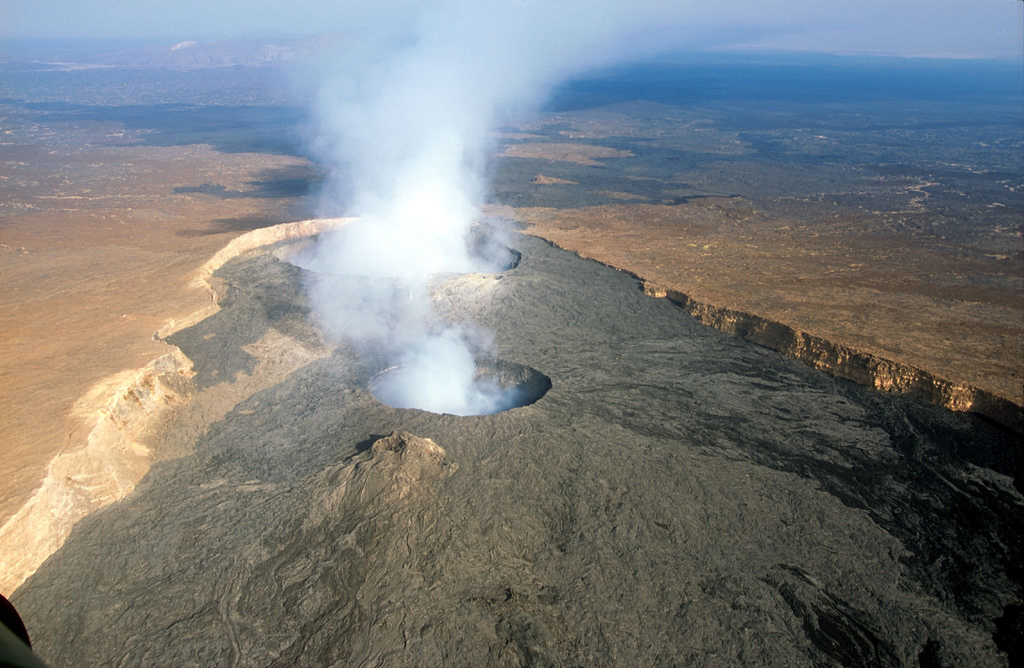
火山が活発なエリトリア・ダナキル砂漠のリフト。エルタ・アレを写す

リフト（英: rift）は、地球のマントル上昇に伴い地殻が膨張し割れるなど、地殻に伸張作用が働いてできた形状を指す地質学用語である。
線状に断層が発達するのは、その両側へ地殻が拡大するためである。火山活動が見られる場合と見られない場合がある。断層で地溝（グラーベン）や地塁（ホルスト）ができる。

## リフトの例
現在、顕著なリフトは大地溝帯で、東アフリカから紅海・死海まで延びる。紅海南端では、アデン湾・アファール盆地・紅海と3つのリフトが交わっている。